# Adaílton Fúria
Adaílton Ferreira Antunes (Cacoal, 24 de setembro de 1986), mais conhecido como Adaílton Fúria, é um político e advogado brasileiro. Desde 2021 exerce o cargo de prefeito de Cacoal, em Rondônia, reeleito em 2024. De 2019 a 2020 foi deputado estadual de Rondônia.

## Biografia
Nascido em 24 de setembro de 1986, em Cacoal, Adailton Antunes Ferreira iniciou suas atividades como promotor de eventos em Cacoal e região, em meados de 2008. Posteriormente, estudou direito na Unesc.
Ingressou na vida pública nas eleições municipais em 2012, ao ser eleito vereador com 1.237 votos em sua cidade natal.
Em 2016, decidiu disputar as eleições como candidato a prefeito, alcançando 12.870 votos, sendo derrotado por Glaucione, do PMDB.  Em 2018, foi eleito para o cargo de deputado estadual com 12.859 votos.
Em 2020, foi novamente candidato a prefeito de Cacoal. Desta vez, foi o mais votado, com um total de 25.791 votos (61,04% do total). Em 2024, foi reeleito com votação recorde: 40.270 votos (83,16% do total), sendo derrotado apenas em locais de votação situados na Terra Indígena Sete de Setembro, onde venceu o candidato indígena Almir Suruí.

## Vida pessoal
Adailton é casado com Joliane Tamires, com quem tem dois filhos.